# Sapphicus maior
Der Sapphicus maior ist in der antiken Verslehre ein relativ seltenes Versmaß.
Das metrische Schema ist:
—◡———◡◡——◡◡—◡—◠
In der metrischen Formelnotation wird er mit sapphm abgekürzt. Er kann als aus 3. Glykoneus und 1. Pherekrateus zusammengesetzt interpretiert werden.
Zuerst wurde der Vers von der namengebenden griechischen Dichterin Sappho und von Anakreon gebraucht.
In der lateinischen Literatur erscheint er nur in einer Ode des Horaz (An Lydia, I,8) als zweiter Teil eines Distichons, dessen erster Teil ein 1. Pherekrateus ist:
—◡◡—◡—◠

—◡———◡◡——◡◡—◡—◠
Aus dieser Ode als Beispiel:
o̱deri̱t ca̱mpu̱m  |  patie̱ns  ‖  pu̱lveris a̱tque so̱li̱s
—◡——— | ◡◡— ‖ —◡◡—◡——
Die aus zwei solcher Distichen gebildete vierzeilige Strophe wird als Zweite Sapphische Strophe bezeichnet (pher1/sapphm/pher1/sapphm), nicht zu verwechseln mit der aus sapphischen Elfsilblern gebildeten sapphischen Strophe.
Eine Nachbildung im Deutschen findet sich in einer Übersetzung der Horazischen Ode von Wilhelm Binder, hier die erste Strophe:
Lydia, sprich — bei allen

Göttern fleh' ich — denkst du so schnell Sybaris Herz dem Liebes-

Tode zu weihn? Warum doch

Scheut die Kampfbahn jener, der sonst duldete Staub und Sonne?